# Nguyễn Quốc Trung (nhà văn)
Nguyễn Quốc Trung (1956–2021) là nhà văn Việt Nam, được truy tặng Giải thưởng Nhà nước về Văn học Nghệ thuật vào năm 2022. Ông nguyên là Đại tá Quân đội nhân dân Việt Nam.      

## Tiểu sử
Nguyễn Quốc Trung (bút danh: Nguyễn Tình Nguyện, Nguyễn Anh Đường) sinh ngày 27 tháng 10 năm 1956 tại xã Sơn Ninh, huyện Hương Sơn, tỉnh Hà Tĩnh. Năm 1974, Nguyễn Quốc Trung nhập ngũ, biên chế thuộc Sư đoàn 341. Sau chiến dịch Hồ Chí Minh, Nguyễn Quốc Trung tham gia Binh đoàn Cửu Long bảo vệ biên giới Tây Nam và làm nghĩa vụ quốc tế ở Campuchia.
Sau khi học Trường viết văn Nguyễn Du khóa 1986 – 1989, Nguyễn Quốc Trung về công tác ở tạp chí Văn nghệ Quân đội thường trú tại Thành phố Hồ Chí Minh và nghỉ hưu với cấp hàm đại tá.
Ông phát hiện nhiễm vi rút corona vào ngày 30 tháng 8 năm 2021 và đã từ trần vào ngày 10 tháng 9 năm 2021.

## Sự nghiệp
Nguyễn Quốc Trung được đồng nghiệp nhìn nhận là một nhà văn rất đam mê và chuyên tâm với nghiệp viết. Những năm tháng lăn lộn trên chiến trường, vừa cầm bút, vừa cầm súng chiến đấu, đặc biệt là những năm tháng chống lại tội ác diệt chủng Khmer đỏ, chính là chất liệu thực tế sống động, giúp ông thể hiện thành công nhiều cuốn tiểu thuyết như “Biên giới”, “Bên rừng thốt nốt”, “Người đàn bà khóc mướn”, “Đất không đổi màu”... và các tập truyện ngắn: “Người đàn bà hồn nhiên”, “Đêm trừ tịch”, “Trong tiết thanh minh”, “Người đến từ nước Mỹ”, “Cô gái tính nhảy cầu Rạch Miễu”, “Dòng sông bên chùa”...
Với bộ tứ Đất không đổi màu, Biên giới, Bên rừng thốt nốt, Người đàn bà khóc mướn có thể nói Nguyễn Quốc Trung là tác giả văn xuôi hàng đầu viết về chiến tranh biên giới Tây Nam.
Có một số truyện của ông được dựng thành phim như “Đêm trừ tịch”, “Dời nhà lên phố”.
Nguyễn Quốc Trung từng được trao nhiều giải thưởng văn học như: Giải nhất Báo Sài Gòn Giải Phóng cho truyện ngắn Những tia chớp phía chân trời; giải thưởng Văn học sông Mê Kông với 2 tiểu thuyết: Người đàn bà khóc mướn và Đất không đổi màu; Giải thưởng Văn học – Nghệ thuật Bộ Quốc phòng (2004-2009) với tiểu thuyết Đất không đổi màu. Ngoài ra, ông còn nhận nhiều giải thưởng của báo, đài cho các tập truyện, bút ký: Người đàn bà hồn nhiên, Đêm trừ tịch, Trong tiết thanh minh, Người đến từ nước Mỹ, Dời nhà lên phố, Dân cạp đất...
Năm 2022, ông được truy tặng Giải thưởng Nhà nước về Văn học Nghệ thuật với tác phẩm: Đất không đổi màu (tiểu thuyết).

## Phê bình
| “                        | Nhà văn Nguyễn Quốc Trung có những trang văn viết về phụ nữ rất hay. Đó là ở trong tiểu thuyết Người đàn bà khóc mướn viết về mối tình huyền thoại để từ đó khái quát vẻ đẹp của hai dân tộc Việt và Khơ me của một người lính tình nguyện Việt Nam với cô gái từng là đào hát làm vũ nữ hoàng gia. Văn hóa và đức tin chính là vẻ đẹp cao nhất của con người qua ngòi bút Nguyễn Quốc Trung. Nó không chỉ sống động mà đã đạt tới tầm biểu tượng. | ” |
| — nhà văn Phùng Văn Khai | |   |

| “                       | Văn hay phải từ từng câu văn. Câu văn của Nguyễn Quốc Trung có chuốt lọc, có hàm lượng tri thức cao. Anh viết tương đối kỹ, và tương đối thoải mái vì anh “sống” với chất liệu. Không hoa hòe hoa sói, không có những câu văn điệu nghệ mà mỏng tang. Nói chung là văn có chất. | ” |
| — Giáo sư Mai Quốc Liên | |   |

## Tác phẩm chính
- Thời chúng mình yêu nhau (1989)
- Biên giới (1982)
- Người đàn bà hồn nhiên (1996)
- Cú điện thoại lúc quá nửa đêm.
- Đứa con người lái đò (1992)
- Đất không đổi màu
- Bên rừng thốt nốt (1984)
- Người đàn bà khóc mướn (1990)
- Tháng chạp của đời người
- Đêm trừ tịch (1998)
- Trong tiết thanh minh
- Người đến từ nước Mỹ
- Cô gái tính nhảy cầu Rạch Miễu
- Dòng sông bên chùa (2019).

Nguồn:

## Vinh danh
- Giải thưởng Nhà nước về Văn học Nghệ thuật năm 2022.

### Giải thưởng văn học
- Giải nhất Báo Sài Gòn Giải Phóng cho truyện ngắn Những tia chớp phía chân trời;
- Giải thưởng Văn học sông Mê Kông với 2 tiểu thuyết: Người đàn bà khóc mướn và Đất không đổi màu.
- Giải thưởng Văn học – Nghệ thuật Bộ Quốc phòng (2004-2009) với tiểu thuyết Đất không đổi màu.